# Conselho de Governo da Junta da Andaluzia
Órgão executivo da Junta de Andaluzia. Na atual legislatura o Conselho está presidido por Susana Díaz e consta dos seguintes conselheiros:
- Vicepresidência, Presidência e Administração Local: Manuel Jiménez Barrios
- Interior e Justiça: Emilio de Llera Suárez Bárcena
- Fazenda e Administração Pública: María Jesús Montero Cuadrado
- Educação: Adelaida de la Calle Martín
- Cultura: Rosa Aguilar
- Economia e Conhecimento: Antonio Ramírez de Arellano López
- Emprego, Empresa e Comércio: José Sánchez Maldonado
- Obras Públicas e Habitação: Felipe López García
- Saúde: Aquilino Alonso Miranda
- Igualdade e Política Social: María José Deda Sánchez Rubio
- Agricultura, Pesca e Desenvolvimento Rural: María del Carmen Ortiz Rivas
- Turismo e Desporte: Francisco Javier Fernández Hernández
- Ambiente e Ordenação do Território: José Gregorio Fiscal López